# 10547 Йосакой
10547 Йосакой (10547 Yosakoi) — астероїд головного поясу, відкритий 2 травня 1992 року.
Тіссеранів параметр щодо Юпітера — 3,561.
Названо на честь Йосакой (яп. よさこい).